# Področja geografije
Veje geografije so fizična oziroma naravna geografija, družbena geografija in vede, pri katerih se fizična in družbena geografija dopolnjujeta.
Fizična oz. naravna geografija
- geomorfologija
- klimatogeografija
- hidrogeografija
- pedogeografija
- biogeografija
- geografija krasa

Družbena geografija
- geografija poselitve (geografija prebivalstva in geografija naselij)
- geografija turizma
- geografija prometa
- ekonomska geografija
- prostorsko planiranje
- urbana geografija
- geografija podeželja
- delno politična geografija (politična ureditev)

Fizična in družbena geografija
- varstvo geografskega okolja
- ekologija
- regionalna geografija